# محمية الملك خالد الملكية
محمية الملك خالد الملكية ( منتزه الثمامة سابقًا) محمية طبيعية تقع في وسط المملكة العربية السعودية بمدينة الرياض، يرأسها تركي بن محمد بن فهد بن عبدالعزيز آل سعود، وكانت المنطقة في السابق تعرف باسم"منتزه الثمامة"، ثم حوّلت بأمر ملكي، إلى محمية ملكية في أكتوبر 2019.

## نبذة
تبلغ مساحة محمية الملك خالد الملكية 720 كم2 تقريبًا، ويحدّها من الشرق محمية الإمام عبد العزيز بن محمد الملكية، ومن الغرب صحراء الثمامة. تمتاز المحمية بالكائنات الفطرية والغطاء النباتي.

## التنوع البيئي
تحتوي المحمية على أكثر من 200 نوع من النباتات، أبرزها الطلح والسلم والسدر. وبسبب تعدد أنواع النباتات بالمحمية، فإنها تُعدُّ بيئةً ملائمةً للكائنات الفطرية، حيث أصبحت المحمية ذات توازن بيئي، وأيضًا تحرص المحمية على حماية الغطاء النباتي من المهددات الحالية أو المستقبلية.

## المواقع التاريخية
أجريت الكثير من أعمال البحث وتوثيق المواقع التاريخية والأثرية في محمية الملك خالد الملكية، من أجل حمايتها وتأهيلها، حيث تم اكتشاف 58 موقعًا أثريًّا، على سبيل المثال: دوائر، ومذيّلات، ومستوطنات حجرية، تعود إلى عصور ما قبل التاريخ. أيضًا تم العثور على نقوش قديمة بالقلم الثمودي، تعود إلى الفترة الثمودية، إلى جانب رسوم حيوانية لحيوان الوعل، تعود إلى العصر الحجري الحديث.

## غزال الريم والمها العربي
ضمن أسبوع البيئة شاركت المحمية بهذه المناسبة، وأطلقت بالتعاون مع المركز الوطني لتنمية الحياة الفطرية عددًا من غزلان الريم والمها العربي بالمحمية، تحت مسمى (بيئتنا مسؤوليتنا). وتأتي هذه المبادرة بهدف المحافظة على الحيوانات الفطرية المهددة بالانقراض، من أجل تحقيق التوازن البيئي، وضمان استدامة البيئة البرية المحلية.

## جمعية كيان للأيتام
في 14 مارس 2022، استضافت المحمية 24 مستفيدًا ومستفيدةً من جمعية كيان للأيتام ذوي الاحتياجات الخاصة، حيث تم تقديم دورة تعريفية عن المحمية، وعدد من النشاطات الرياضية، مثل ركوب الخيل، وحمل الصقور، ورمي السهام.